# Coxeterjeva matrika
Coxeterjeva matrika je simetrična matrika z razsežnostjo {\displaystyle n\times n\,}. Njene elemente označujemo z {\displaystyle m_{ij}\,}.
Imenuje se po angleško-kanadskem matematiku Haroldu Scottu Coxeterju (1907 – 2003).
Vsaka simetrična matrika, ki ima za elemente pozitivna cela števila (lahko tudi {\displaystyle \infty \,}) ter ima enice na glavni diagonali. Vsi nediagonalni elementi so večji od 1. 
Določa Coxeterjevo grupo. 

## Definicija[1]
Diagonalni elementi so enaki 
{\displaystyle m_{ss}=1\,}
Ostali elementi so 
{\displaystyle m_{ts}=m_{st}>1\,}.